# Миляновичи
Миляно́вичи (укр. Миляно́вичі) — село в Луковской поселковой общине Ковельского района Волынской области Украины.
Код КОАТУУ — 0725582901. Население по переписи 2001 года составляет 306 человек. Почтовый индекс — 44820. Телефонный код — 3363. Занимает площадь 2,158 км².
В 1564—1583 годах село было резиденцией князя Курбского.
До 2020 года входило в Турийский район.